# Barbichas-de-fronte-amarelo
Barbichas-de-fronte-amarelo (Psilopogon flavifrons) é uma ave que pertence a família de aves asiáticas megalaimidae, caracterizada como uma espécie residente endêmica no Seri Lanca, onde habita florestas úmidas subtropicais e tropicais, pântanos, plantações e jardins rurais até uma altitude de 2,000 m (6,600 ft). Tem plumagem verde com coroa amarela e manchas azuis abaixo dos olhos, na garganta e no queixo. é 21–22 cm (8.3–8.7 in) comprimento e pesa 57–60 g (2.0–2.1 oz). Alimenta-se de bagas, frutas e ocasionalmente insetos. Nidifica em um buraco de árvore, onde põe de 2 a 3 ovos.

## Na cultura
No Seri Lanca, esta ave é conhecida como mukalang kottoruwa - na língua cingalesa.